# Stirexephanes efferus
Stirexephanes efferus là một loài tò vò trong họ Ichneumonidae.